# Ibn al-Bawwab
Ibn al-Bawwab, appelé également Ibn al-Sitri, était un célèbre calligraphe et enlumineur perse qui vivait dans l'Irak abbasside à l'époque de la dynastie iranienne Bouyide. Il est probablement mort autour de 1022 à Bagdad.
Il a travaillé comme copiste à Bagdad et dans le Fars, région perse.  
Avec Ibn Muqla et Yaqut al-Musta'simi, il est considéré comme l'un des trois principaux contributeurs à la codification de l'écriture cursive en arabe. Il a perfectionné le style de calligraphie arabe al-Khatt al-Mansub (littéralement, le script bien proportionné).
Un exemplaire de Coran, signé par lui  en 1001, est conservé à la Bibliothèque Chester Beatty à Dublin.